# 長野県道437号大張北岩水線
長野県道437号大張北岩水線（ながのけんどう437ごう おおはりきたいわみずせん）は、長野県南佐久郡佐久穂町を通る一般県道。

## 概要

### 路線データ
- 起点：南佐久郡佐久穂町上
- 終点：南佐久郡佐久穂町平林（長野県道2号川上佐久線交点）

### 主要構造物

#### 橋梁

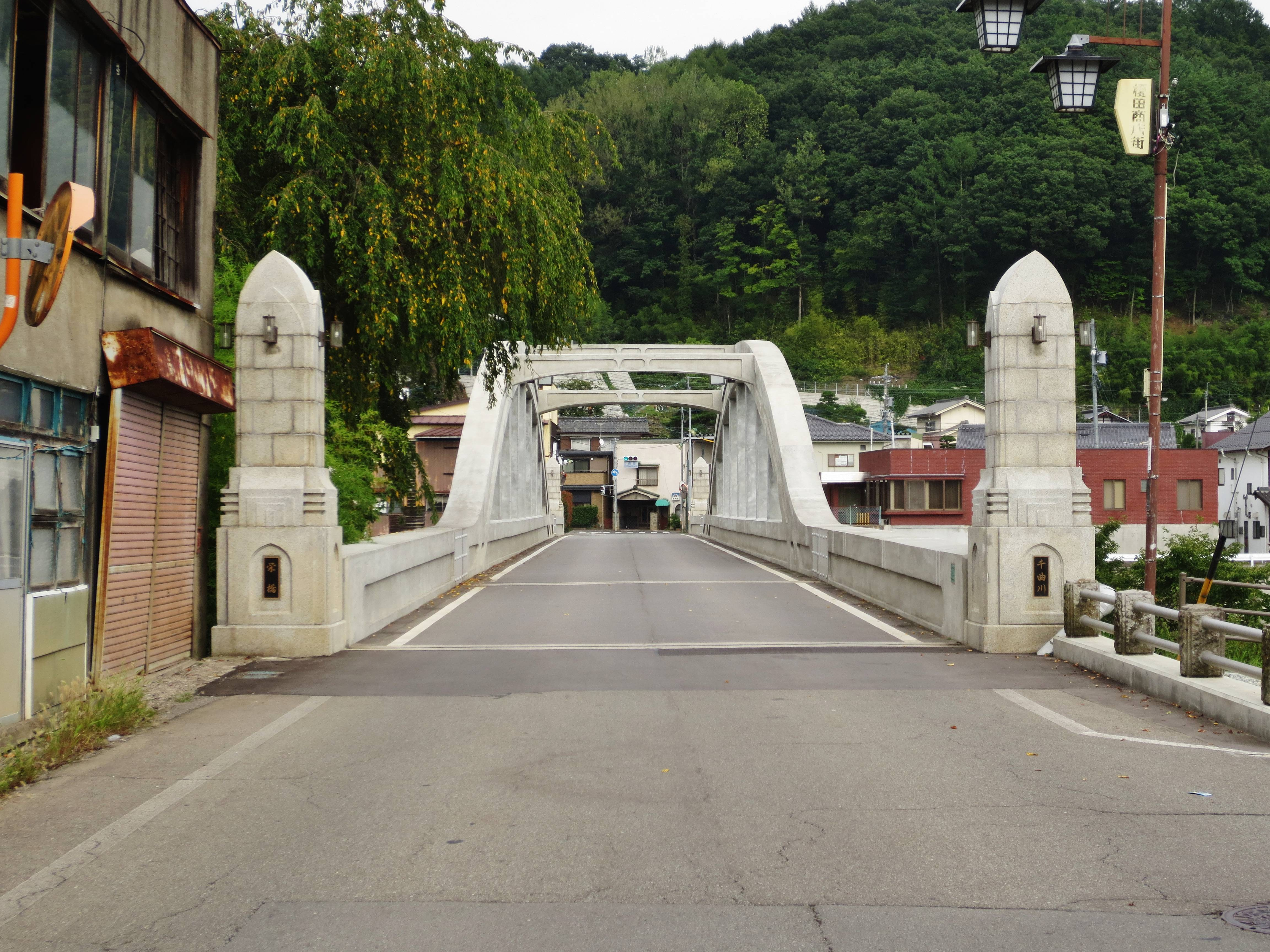
栄橋

- 栄橋

## 通過する自治体
- 南佐久郡佐久穂町

## 交差・接続する道路
- 国道141号 - 南佐久郡佐久穂町高野町（高野町交差点）
- 長野県道2号川上佐久線 - 南佐久郡佐久穂町平林（終点）